# جان بيار دوبراي
جان بيار دوبراي (بالفرنسية: Jean-Pierre Duprey)‏ هو نحات وشاعر فرنسي، ولد في 1930 في روان في فرنسا، وتوفي في 2 أكتوبر 1959 في باريس في فرنسا بسبب شنق.

## وصلات خارجية
- جان بيار دوبراي على موقع ميوزك برينز (الإنجليزية)